# 20242 Sagot
20242 Sagot este un asteroid din centura principală de asteroizi.

## Descriere
20242 Sagot este un asteroid din centura principală de asteroizi. A fost descoperit pe 27 februarie 1998 la Bédoin de Pierre Antonini (astronom). El prezintă o orbită caracterizată de o semiaxă mare de 2,38 ua, o excentricitate de 0,11 și o înclinație de 4,6° în raport cu ecliptica.